# Le chant des poètes révoltés

Portada

Contraportada

Le chant des poètes révoltés ó El canto de los poetas rebeldes es un disco de estudio de Los Calchakis, grabado en 1974 con el sello francés Arion.
Hasta el momento, el conjunto dirigido por Héctor Miranda se había limitado a interpretar piezas de raíz puramente folklórica, pero visto el éxito que por aquel momento grupos como Inti-Illimani o Quilapayún cosechaban durante sus forzosos exilios por Europa interpretando poemas musicalizados de diversos poetas latinos denunciando las injusticias sociales en los que se conocería entonces como Nueva Canción, Los Calchakis se decidieron a seguir esa novedosa corriente y grabaron una serie de musicalizaciones con versos escritos por importantes poetas.
Por todo ello, este es uno de los discos de Los Calchakis más famosos y aclamados, hasta tal punto que años más tarde, el grupo grabara un segundo álbum con la misma temática: Le chant des poètes révoltés / Vol 2.

## Lista de canciones
| N.º | Título                      | Música                                                                                   | Duración |  |
| 1.  | «Luz de amaecer»            | Carlos Ayala                                                                             |          |  |
| 2.  | «Para un presidente muerto» | Alfredo de Robertis y Sergio Arriagada                                                   |          |  |
| 3.  | «Recuerdo»                  | Édgar "Yayo" Joffre                                                                      |          |  |
| 4.  | «La vasija de barro»        | Jaime Valencia, Hugo Alemán, Jorge Enrique Adoum,Luis Alberto Valencia y Gonzalo Benítez |          |  |
| 5.  | «Soldado libre»             | Nicolás Guillén y A. García                                                              |          |  |
| 6.  | «Testamento - Isla negra»   | Pablo Neruda y Lambaré                                                                   |          |  |
| 7.  | «Canción con todos»         | Armando Tejada Gómez y César Isella                                                      |          |  |
| 8.  | «Plegaria a un labrador»    | Víctor Jara                                                                              |          |  |
| 9.  | «Rostro de cobre»           | A. Mª Miranda                                                                            |          |  |
| 10. | «Destino de sombras»        | Héctor y Ana M.ª Miranda                                                                 |          |  |
| 11. | «Cuando tenga la tierra»    | Ariel Petrocelli y Daniel Toro                                                           |          |  |
| 12. | «Chile»                     | Nicolás Guillén y A. Mª Miranda                                                          |          |  |
| 13. | «Masa - Clamor»             | César Vallejo y Rodolfo Dalera                                                           |          |  |
| 14. | «La muralla»                | Nicolás Guillén y Eduardo Carrasco                                                       |          |  |

## Integrantes
- Héctor Miranda
- Nicolás Pérez González
- Fernando Vildozola
- Sergio Arriagada
- Rodolfo Dalera